# Joe Francis
Joe Francis (fl. XX secolo) è stato un regista e produttore cinematografico francese attivo nel periodo tra le due guerre mondiali.
A parte i film che ha prodotto o diretto, di Joe Francis non si hanno informazioni se non che è stato collaboratore di Alex Nalpas nella sua società di produzione Les Films Alex Nalpas a Parigi di cui è stato anche amministratore. 

## Filmografia parziale
Regista
- La Revue des revues (coregista: Alex Nalpas) (1927)
- Die Frauen von Folies Bergères (coregista: Max Obal) (1927)
- La Folie du jour (1927)
- Paris qui s'amuse (1929)
- Le Tampon du capiston (coregista: Jean Toulout) (1930)
- En bordée (coregista: Henry Wulschleger) (1931)

Direttore di produzione
- L'Affaire Blaireau, regia di Henry Wulschleger (1931)
- Sidonie Panache, regia di Henry Wulschleger (1934)
- Un marito scomparso (Un de la légion), regia di Christian-Jaque (1936)
- L'Argent, regia di Pierre Billon (1936)
- Ils étaient neuf célibataires, regia di Sacha Guitry (1939)